# Voleibol nos Jogos Olímpicos de Verão de 2016

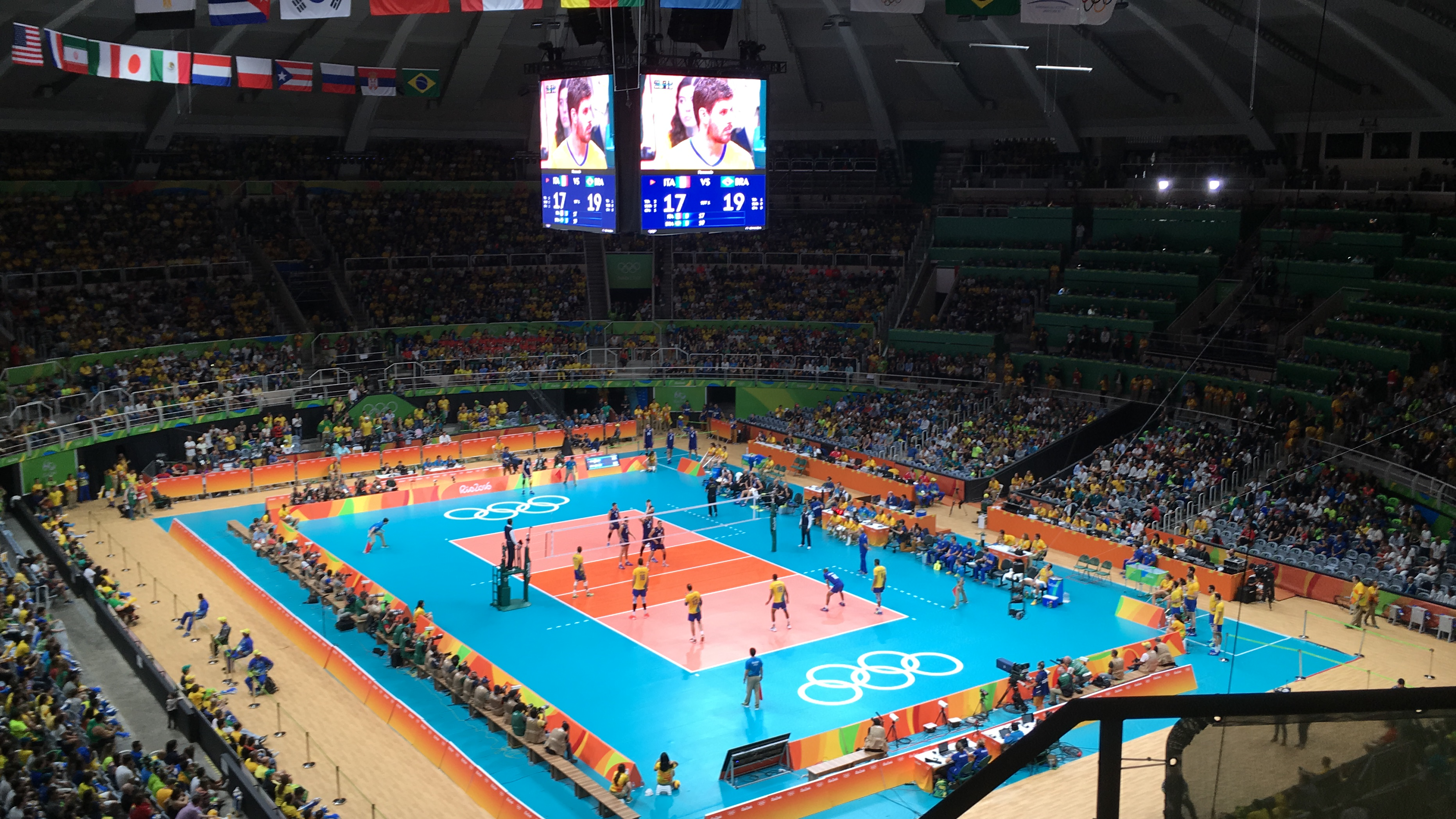
Maracanãzinho sediou as partidas de voleibol.

Os torneios de voleibol nos Jogos Olímpicos de Verão de 2016 ocorreram entre 6 e 21 de agosto no Ginásio do Maracanãzinho, no Rio de Janeiro. Um total de 288 atletas, sendo 144 de cada sexo e 12 equipes em cada naipe, estiveram nas disputas.
Pela primeira vez um torneio olímpico de voleibol contou com a tecnologia do sistema de desafio (challenge), que é usado quando um time contesta a decisão do árbitro. Foram instaladas cerca de 10 câmeras em quadra e na rede para tirar dúvidas da arbitragem e também do público.

## Eventos
Dois eventos da modalidade distribuíram medalhas nos Jogos:
- Torneio masculino (12 equipes)
- Torneio feminino (12 equipes)

## Qualificação
Foi permitido para cada Comitê Olímpico Nacional (CON) competir com apenas um time em cada torneio (masculino e feminino). Como país-sede, o Brasil teve garantida uma vaga em cada um dos torneios.
Masculino
| Torneio de qualificação         | Data                          | Sede             | Vagas | Qualificados   | Última participação   |
| ------------------------------- | ----------------------------- | ---------------- | ----- | -------------- | --------------------- |
| País-sede                       | 2 de outubro de 2009          | Copenhague       | 1     | Brasil         | Londres 2012          |
| Copa do Mundo de 2015           | 8–23 de setembro de 2015      | Japão            | 2     | Estados Unidos | Londres 2012          |
| Copa do Mundo de 2015           | 8–23 de setembro de 2015      | Japão            | 2     | Itália         | Londres 2012          |
| Pré-Olímpico da América do Sul  | 9–11 de outubro de 2015       | Maiquetía        | 1     | Argentina      | Londres 2012          |
| Pré-Olímpico da Europa          | 5–10 de janeiro de 2016       | Berlim           | 1     | Rússia         | Londres 2012          |
| Pré-Olímpico da África          | 7–12 de janeiro de 2016       | Brazzaville      | 1     | Egito          | Pequim 2008           |
| Pré-Olímpico da NORCECA         | 8–10 de janeiro de 2016       | Edmonton         | 1     | Cuba           | Sydney 2000           |
| Pré-Olímpico da Ásia e Oceania1 | 28 de maio–5 de junho de 2016 | Tóquio           | 1     | Irã            | estreante             |
| Qualificatório Mundial1         | 28 de maio–5 de junho de 2016 | Tóquio           | 3     | Polônia        | Londres 2012          |
| Qualificatório Mundial1         | 28 de maio–5 de junho de 2016 | Tóquio           | 3     | França         | Atenas 2004           |
| Qualificatório Mundial1         | 28 de maio–5 de junho de 2016 | Tóquio           | 3     | Canadá         | Barcelona 1992        |
| Qualificatório Intercontinental | 3–5 de junho de 2016          | Cidade do México | 1     | México         | Cidade do México 1968 |
| Total                           |                               |                  | 12    |                |                       |

Feminino
| Torneio de qualificação         | Data                               | Sede       | Vagas | Qualificados   | Última participação |
| ------------------------------- | ---------------------------------- | ---------- | ----- | -------------- | ------------------- |
| País-sede                       | 2 de outubro de 2009               | Copenhague | 1     | Brasil         | Londres 2012        |
| Copa do Mundo de 2015           | 22 de agosto–6 de setembro de 2015 | Japão      | 2     | China          | Londres 2012        |
| Copa do Mundo de 2015           | 22 de agosto–6 de setembro de 2015 | Japão      | 2     | Sérvia         | Londres 2012        |
| Pré-Olímpico da Europa          | 4–9 de janeiro de 2016             | Ancara     | 1     | Rússia         | Londres 2012        |
| Pré-Olímpico da América do Sul  | 6–10 de janeiro de 2016            | Bariloche  | 1     | Argentina      | estreante           |
| Pré-Olímpico da NORCECA         | 7–9 de janeiro de 2016             | Lincoln    | 1     | Estados Unidos | Londres 2012        |
| Pré-Olímpico da África          | 12–16 de fevereiro de 2016         | Yaoundé    | 1     | Camarões       | estreante           |
| Pré-Olímpico da Ásia e Oceania1 | 14–22 de maio de 2016              | Tóquio     | 1     | Japão          | Londres 2012        |
| Qualificatório Mundial1         | 14–22 de maio de 2016              | Tóquio     | 3     | Itália         | Londres 2012        |
| Qualificatório Mundial1         | 14–22 de maio de 2016              | Tóquio     | 3     | Países Baixos  | Atlanta 1996        |
| Qualificatório Mundial1         | 14–22 de maio de 2016              | Tóquio     | 3     | Coreia do Sul  | Londres 2012        |
| Qualificatório Intercontinental | 20–22 de maio de 2016              | San Juan   | 1     | Porto Rico     | estreante           |
| Total                           |                                    |            | 12    |                |                     |

↑1  O Qualificatório Mundial e o Torneio Pré-Olímpico Asiático foram disputados concomitantemente.

## Calendário
| Agosto   | 3 | 4 | 5 | 6 | 7 | 8 | 9 | 10 | 11 | 12 | 13 | 14 | 15 | 16 | 17 | 18 | 19 | 20 | 21 |
| -------- | - | - | - | - | - | - | - | -- | -- | -- | -- | -- | -- | -- | -- | -- | -- | -- | -- |
| Voleibol |   |   |   |   |   |   |   |    |    |    |    |    |    |    |    |    |    | 1  | 1  |

|  | Dia de competição |  | Dia de final |

## Medalhistas
O Brasil foi campeão olímpico de voleibol masculino pela terceira vez, derrotando a Itália na final. Os Estados Unidos ganharam o bronze frente à Rússia. No feminino, a China, que eliminou as anfitriãs brasileiras nas quartas de final, superou a Sérvia para ganhar a medalha de ouro e seu terceiro título no torneio feminino (depois de 1984 e 2004), enquanto a seleção dos Estados Unidos foi bronze ao derrotar os Países Baixos.
| Evento             | Ouro | Prata | Bronze |
| ------------------ | --- | --- | --- |
| Masculino detalhes | William Arjona Éder Carbonera Wallace de Souza Luiz Felipe Fonteles Evandro Guerra Ricardo Lucarelli Bruno Rezende Lucas Saatkamp Sérgio Dutra Santos Maurício Borges Douglas Souza Maurício Souza BRA Brasil | Oleg Antonov Emanuele Birarelli Simone Buti Massimo Colaci Simone Giannelli Osmany Juantorena Filippo Lanza Matteo Piano Salvatore Rossini Daniele Sottile Luca Vettori Ivan Zaytsev ITA Itália               | Matthew Anderson Aaron Russell Taylor Sander David Lee Kawika Shoji William Priddy Murphy Troy Thomas Jaeschke Micah Christenson Maxwell Holt David Smith Erik Shoji USA Estados Unidos            |
| Feminino detalhes  | Ding Xia Gong Xiangyu Hui Ruoqi Lin Li Liu Xiaotong Wei Qiuyue Xu Yunli Yan Ni Yang Fangxu Yuan Xinyue Zhang Changning Zhu Ting CHN China                                                                     | Tijana Bošković Jovana Brakočević Bianka Buša Tijana Malešević Brankica Mihajlović Jelena Nikolić Maja Ognjenović Silvija Popović Milena Rašić Jovana Stevanović Stefana Veljković Bojana Živković SRB Sérvia | Rachael Adams Foluke Akinradewo Kayla Banwarth Alisha Glass Christa Harmotto Kimberly Hill Jordan Larson Carli Lloyd Karsta Lowe Kelly Murphy Kelsey Robinson Courtney Thompson USA Estados Unidos |

## Quadro de medalhas

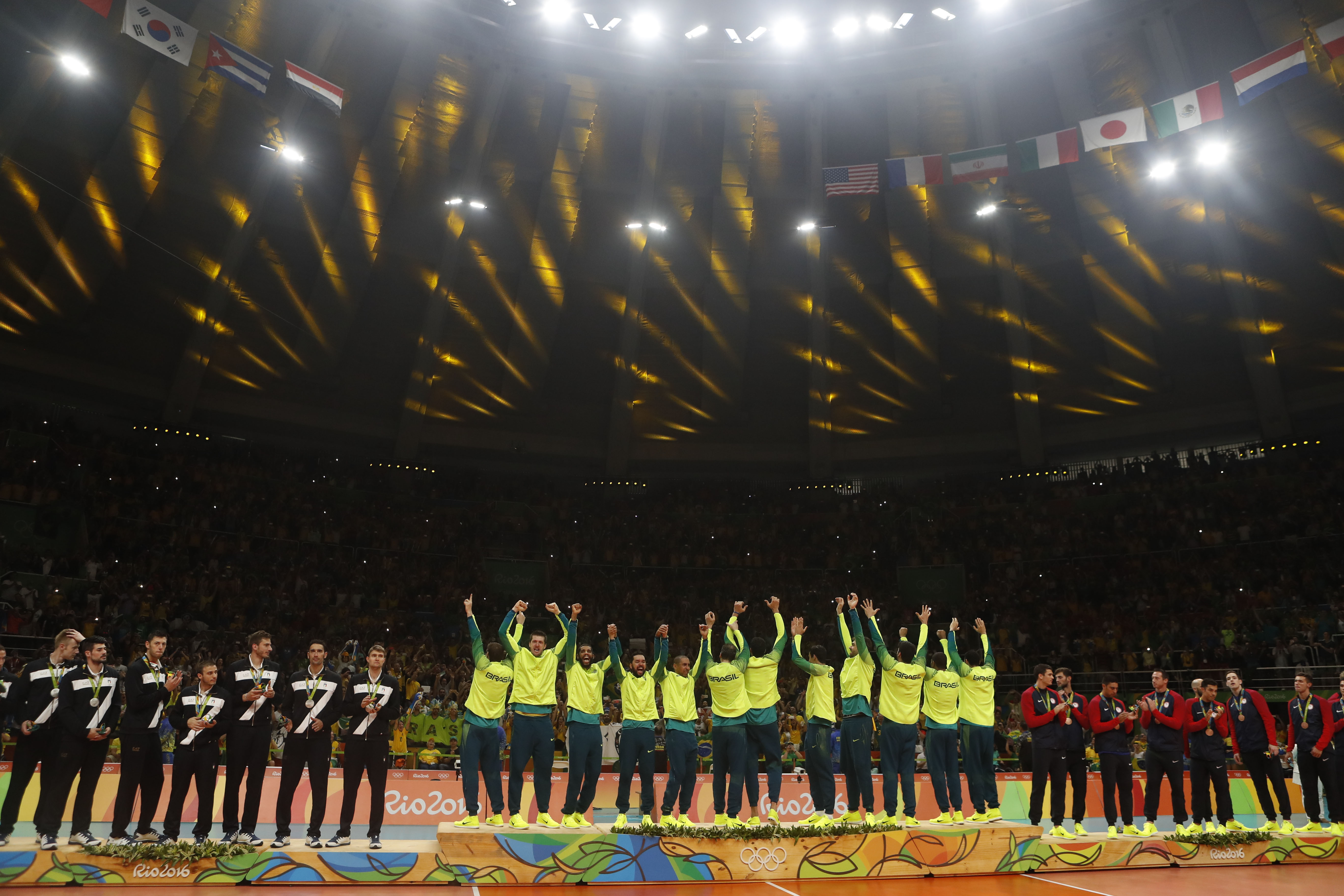
Pódio do torneio masculino.

| Ordem | País               | Medalha de ouro | Medalha de prata | Medalha de bronze |   | Ordem por total |
| ----- | ------------------ | --------------- | ---------------- | ----------------- | - | --------------- |
| 1     | BRA Brasil         | 1               |                  |                   | 1 | 2               |
|       | CHN China          | 1               |                  |                   | 1 | 2               |
| 3     | ITA Itália         |                 | 1                |                   | 1 | 2               |
|       | SRB Sérvia         |                 | 1                |                   | 1 | 2               |
| 5     | USA Estados Unidos |                 |                  | 2                 | 2 | 1               |
| TOTAL | TOTAL              | 2               | 2                | 2                 | 6 | —               |